# Kekait
Kekait is een bestuurslaag in het regentschap West-Lombok van de provincie West-Nusa Tenggara, Indonesië. Kekait telt 6431 inwoners (volkstelling 2010).